# Nad hišo se ne kadi več

Nad hišo se več ne kadi je prva knjiga vojne tetralogije Miška Kranjca Za svetlimi obzorji. Izdala jo je Državna založba Slovenije v Ljubljani leta 1960. Knjiga obsega 712 strani (310.000 besed) in je iz dveh delov (prvi del je iz dveh, drugi pa iz štirih zvezkov z več poglavji).

## Zgodba
Lobnikov se po izpustitvi iz taborišča želi pridružiti partizanom, zato se na pot odpravi s Hlapšetovim s Podmolov. Po nekaj akcijah ugotovi, da s Hlapšetovim delata za Gestapo in da bosta odšla v njegovo rodno vas Zdole, kjer bosta ubila brata Lobnikove otroške ljubezni Martine Jarnikove, zato zbeži. Ko pride do vasi, ga Martina skrije v bunker, kjer se mu čez nekaj dni pridruži tudi Martinina stara ljubezen Mitja, ki je prišel s skritim namenom ubiti njena dva brata. Ubežnika se skrivata pred voditeljem vaške straže Ovsenikovim Jelom, ki je tudi zaljubljen v Martino. Mitja naskrivaj ubije Martinina brata, belogardista Mileta in partizana Joškota, Martina pa se z Lobnikovim pridruži Štirinajsti diviziji (nadeneta si novi imeni: Slavka in Dušan), kjer sreča Mitjo, ki se je tudi pridružil partizanom. Tudi Ovsenikov odide zdoma in se skupaj z Zdolci in s Podmolci pod vodstvom Mežnarčkovega pridruži kraljevi vojski, ki se po nekaj uspešnih bojih s partizani ustavi v Grčaricah. Tam jih napadejo partizani. Po kapitulaciji Italije se predajo partizanom, Ovsenikov in njegovi možje pa zbežijo v gore. Ko ugotovijo, da so partizani zavzeli večino Slovenije in se je preostala kraljeva vojska zatekla v Turjaški grad ter v Ljubljano, krenejo proti Vrhniki, štirje Ovsenikovi vojaki, Rožmanov Martin, Primožev Jaka, Hudometov Cenc in Miheličev Rajko, pa se zatečejo v Turjaški grad, kjer jih 19. 9. 1943, po tednu dni obleganja, premaga Prešernova brigada. Partizani ujetnike, med njimi tudi štiri Podmolce, odpeljejo na streljanje. Med partizani sta tudi Lobnikov in Mitja, katerega Rajko prepozna kot Miletovega morilca, Rožmanovega pa v poskusu bega Lobnikov ubije.

## Kritika
"Kranjčev obširni roman nam tedaj o partizanskih pohodih na Slovenskem in še posebej o pohodu štirinajste divizije na Štajersko prinaša sicer neko zgodovinsko podobo, polno zanimivih in premalo znanih dejstev, ne prinaša nam pa dosti novih, občloveških umetniških spoznanj ob tem boju in pohodu /.../roman po svoji spoznavni plati preveč ostaja na platformi že znanih političnih postavk." 
"Moral bi namreč osebno prizadetost, ki izvira še iz vojnih časov, oziroma iz udeležbe v tem boju, ter lastno politično pripadnost bolj puščati v ozadju, ter ju ne deklarativno izražati, pač pa ju neopazno prelivati v strugo občloveške etike, karakterološke in svetovno- nazorske problematike." 
"Kranjčeva tetralogija Za svetlimi obzorji je za zdaj centralno literarno delo iz našega narodnoosvobodilnega boja, je v pravem pomenu besede naš »veliki tekst«, morda celo preobširen in preveč obremenjen s podrobnostmi in dolgoveznimi dialogi. Mnoga poglavja so naravnost nepozabno napisana." (Šifrer 1964)
"Napačna naravnanost z 'romansiranjem' zgodovine je bila pri nas spočeta z dvema knjigama iz načrtovane trilogije Miška Kranjca po pohodu Štirinajste na Štajersko. Z 'romansiranjem' zgodovine kaže avtor le na svojo ustvarjalno nemoč, da bi pisal iz čiste domišljije po motivih narodnoosvobodilnega boja." 
"Kranjec je že od začetkov svojega pripovedništva sicer bolj mimetik kot romantični vizionar, vendar je v sintagmi "samo tisti"(O štirnajsti bo lahko pisal le, kdor je na tem njenem pohodu, - da samo tako, samo tisti..)ironijo do vse napisane in nenapisane kritike, ki je njegovi romansirani epopeji odrekala objektivno prepričevalnost." 
"Celotno podobo romana Za svetlimi obzorji določa avtorjeva volja, kar najbolj izčrpno predstaviti duševnost in politične moči na Slovenskem v času osvobodilnega boja." 
"Skratka, beseda in govor, poved in stavek so povezani s časom, dogajanjem in prostorom. Od njih jih ločujejo primeri, ko katera od oseb pripoveduje zgodbo, ki jo je brala v detektivki, ali navaja citat iz Svetega pisma. To pa seveda pomeni, da Kranjec ni avtor vsega besedila, da ga ni sam napisal do zadje besede." (Zadravec 2007)